# Cerkiew Świętych Aleksego, Piotra, Jonasza i Filipa w Chełmie
Cerkiew Świętych Aleksego, Piotra, Jonasza i Filipa – nieistniejąca prawosławna cerkiew w Chełmie.
Wzniesiona w latach 1901–1908 na potrzeby 65. Moskiewskiego Pułku Piechoty. Po odzyskaniu niepodległości przez Polskę świątynia została rozebrana. Zdaniem historyka z Chełma Zbigniewa Lubaszewskiego decyzja o jej zburzeniu zapadła z powodu złego stanu technicznego budynku, wzniesionego na podmokłym gruncie. Elementy konstrukcji cerkwi wykorzystywano do stabilizacji płyty boiska stadionu miejskiego.